# Pierre-André de Wisches
 (janvier 2009).
Si vous disposez d'ouvrages ou d'articles de référence ou si vous connaissez des sites web de qualité traitant du thème abordé ici, merci de compléter l'article en donnant les références utiles à sa vérifiabilité et en les liant à la section « Notes et références ».
Pierre-André de Wisches né en Lorraine le 9 mai 1909 et mort à Abano Terme (Italie) le 26 septembre 1997 est un peintre français.

## Biographie
Né aux confins de la Lorraine[Où ?], dans les Vosges annexées, Pierre-André de Wisches conserve de sa petite enfance, les souvenirs de longues marches dans les forêts profondes de l'Est. Son père, poète, artiste, inventeur et philosophe, transmet à son fils le grand livre de la nature, et lui enseigne que tout est régi par un système de compensation, si bien que, ce qui est mauvais apporte aussi des bienfaits. Cette image d'un père merveilleux, Pierre-André de Wisches la gardera en mémoire. Dès son jeune âge en Suisse, sa tante, artiste peintre, l'initie à la peinture et à l'amour de l'art. Désormais, il se plaît à peindre en accentuant plutôt ses perceptions intérieures, une sorte d'exubérance poétique. Plus tard, il envisage de renoncer à poursuivre ses études universitaires pour faire ses académies à Paris. Sa rencontre avec Pierre Bonnard, peintre adepte du groupe des Nabis, son approche insolite et remarquable de son coloris, lui valut d'être l'un des précurseurs de l'art moderne. Influencé par cette rencontre, il s'attarde en particulier à déployer les formes, tout en les épurant de leurs contenus, dévoilant ainsi, une réalité désormais détachée de son réalisme chromatique et objective, afin de l'imprégner d'émotions et de sentiments profonds. Empreinte de lyrisme et de spontanéité, sans néanmoins oublier la présence de la femme qui devient en quelque sorte, une apothéose à la nature, l'œuvre ainsi manifestée permet de déceler quelque chose de troublant.[réf. nécessaire]
Wisches évoque sa conception du « subconscientisme », un succédané de l'approche de l'inconscient par les surréalistes : « C'était en 1965, j'étais seul dans l'atelier de ma vieille ferme à l'orée des bois, près de Milly-la-Forêt, il faisait froid et j'étais accablé par des soucis de tous ordres, mon marchand américain me réclamait avec insistance des toiles, et je préparais une exposition pour Katia Granoff.  J'avais travaillé tout le jour sans résultat ; vers le soir, j'eus l'impression de m'être endormi et de me réveiller devant une toile à demi inconnue où apparaissait un visage de femme à l'expression étrange. Je n'avais aucun souvenir d'avoir peint ce visage. C'était comme si une autre personne avait fait cette partie de la toile. J'étais exalté par cette vision nouvelle et inattendue. Fiévreusement, je tentais de recommencer, je pensais d'abord que la concentration sur les couleurs ; mon état psychique, ou bien peut-être le froid, la solitude, avaient provoqué cette image. J'avais terminé ma toile et elle m'envoûtait avec son expression venue d'ailleurs. Je me suis remis à peindre avec frénésie et jours après jours, nuits après nuits, mais la toile restait simplement figurative. Depuis quelque temps, je connaissais un étrange personnage qui vivait dans les bois. Adepte du yoga et philosophe, il me guida à la découverte du Zen qui permet de faire le vide en soi. Ce fut une libération, car en faisant le vide en moi, progressivement je libérais mon subconscient. Je venais d'entrer dans le monde magique du subconscientisme[réf. nécessaire]. »
Trois ans plus tard, après avoir beaucoup travaillé ; toujours chez Katia Granoff, une exposition qui a pour titre Subconscientisme se tient avec succès place Beauvau. Les œuvres, selon ce qu'écrit Sam Aberg, « étaient d'une saisissante beauté. De Wisches, ne cesse de séduire son public, par ses ballets chromatiques qui sont une fête pour la vue. Au cours de cette soirée, Katia Granoff lance son dernier recueil de poèmes. Toute l'académie est là. Et, devant cette exposition captivante, Maurice Genevoix s'enthousiasme : - Quel bonheur vous avez de rêver vos toiles !… dit-il à l'artiste. »
Pierre-André de Wisches, inlassablement, va poursuivre sa recherche de l'expression exclusivement subconscientiste. Dans son atelier de la Boisserande près de Milly-la-Forêt, puis plus tard dans celui de sa propriété languedocienne, près de Montpellier, il ne cessera de perfectionner les moyens intellectuels et techniques nécessaires à l'accomplissement de son œuvre créatrice.
Jusqu'au début des années 1990, Wisches exposera dans de nombreuses galeries de renommée internationale, mais c'est chez Katia Granoff, avec laquelle il s'était lié d'amitié, qu'il trouvera, jusqu'à la dernière exposition vers le milieu des années 1970, un réel bonheur de présenter ses œuvres[réf. nécessaire].
Créateur très exigeant, écartant toutes les autres, le peintre n'a conservé de ses œuvres que celles qui étaient à ses yeux purement subconscientistes et dont le sujet, dans toutes ses formes, pouvait favorablement se révéler, parfois de façon obsédante, à l'être humain[réf. nécessaire].
Le peintre meurt le 26 septembre 1997 à Abano Terme en Italie.

Œuvres de Pierre-André de Wisches
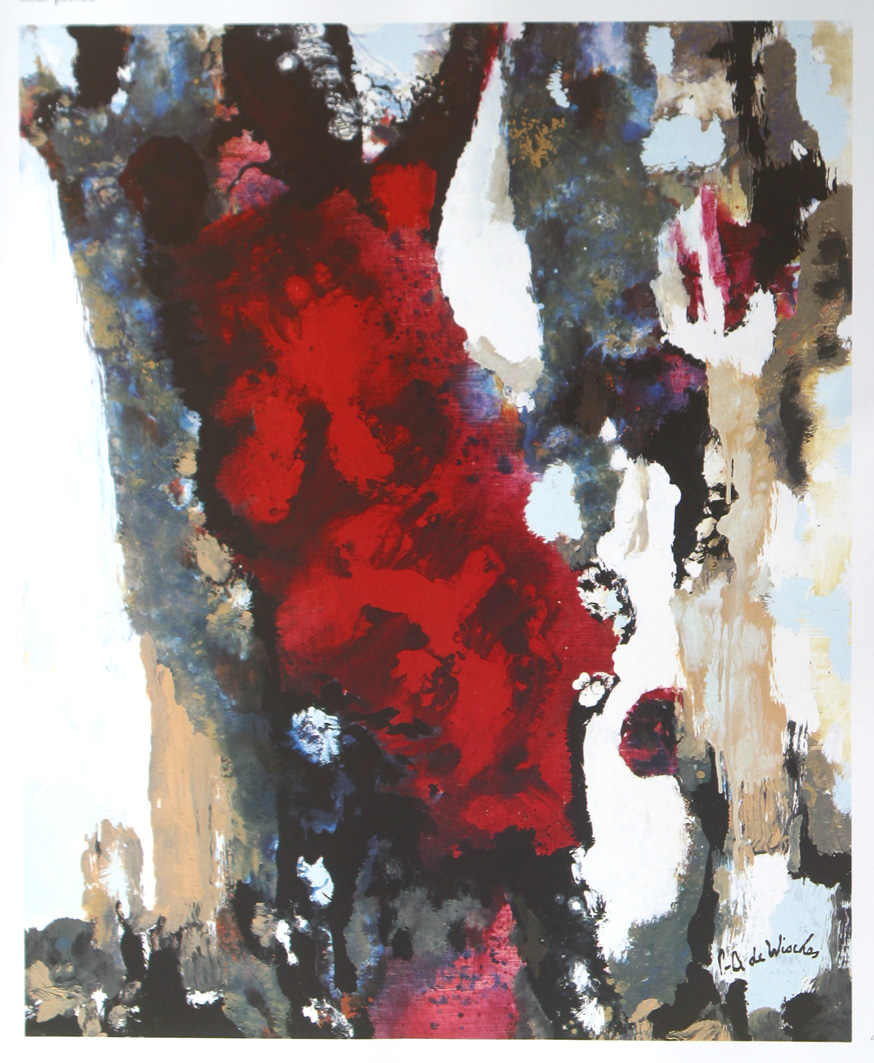
Niger (1989), huile sur toile, 100 × 81 cm, localisation inconnue.
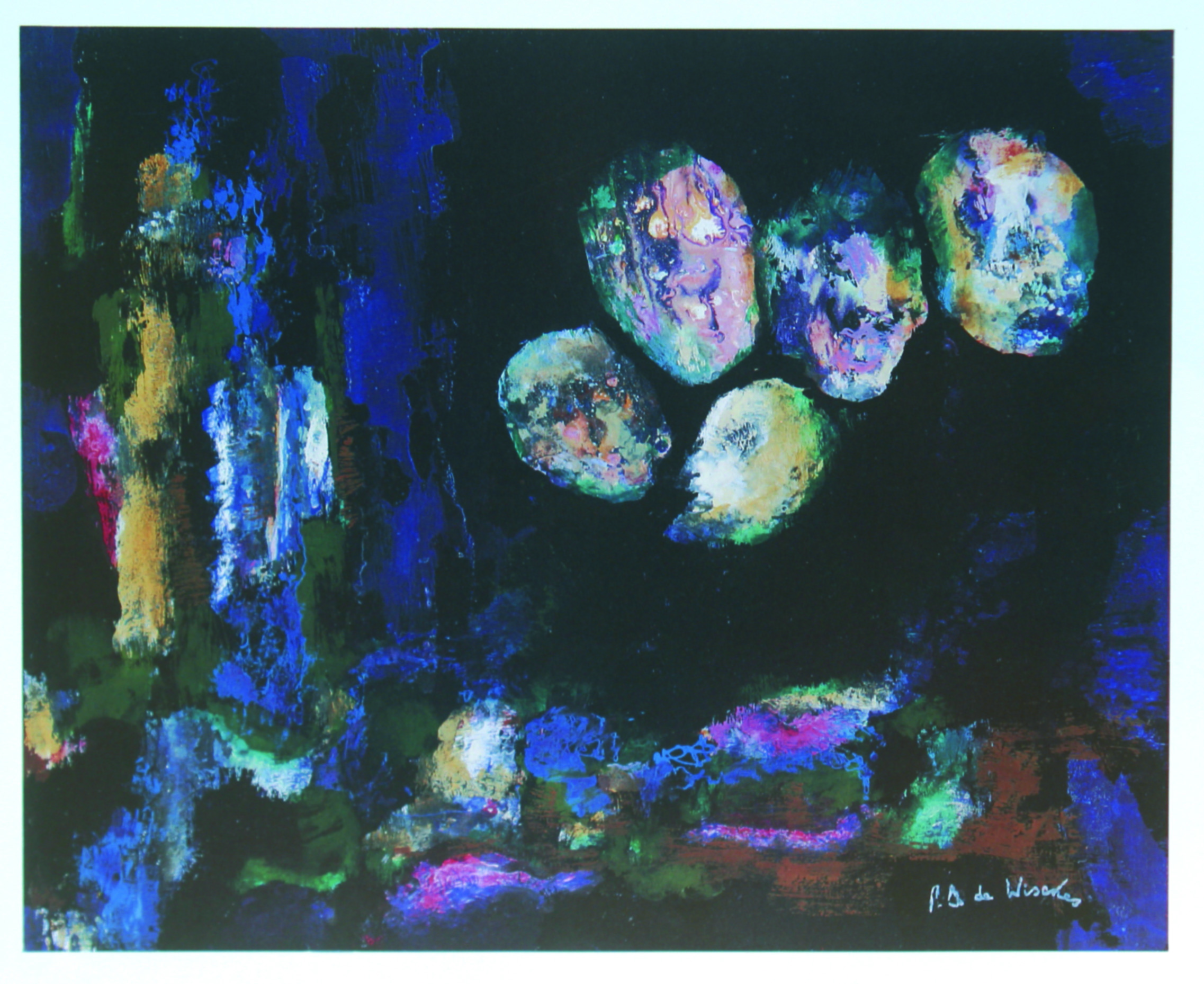
Les Satellites (vers 1987), huile sur toile, 81 × 100 cm, localisation inconnue.
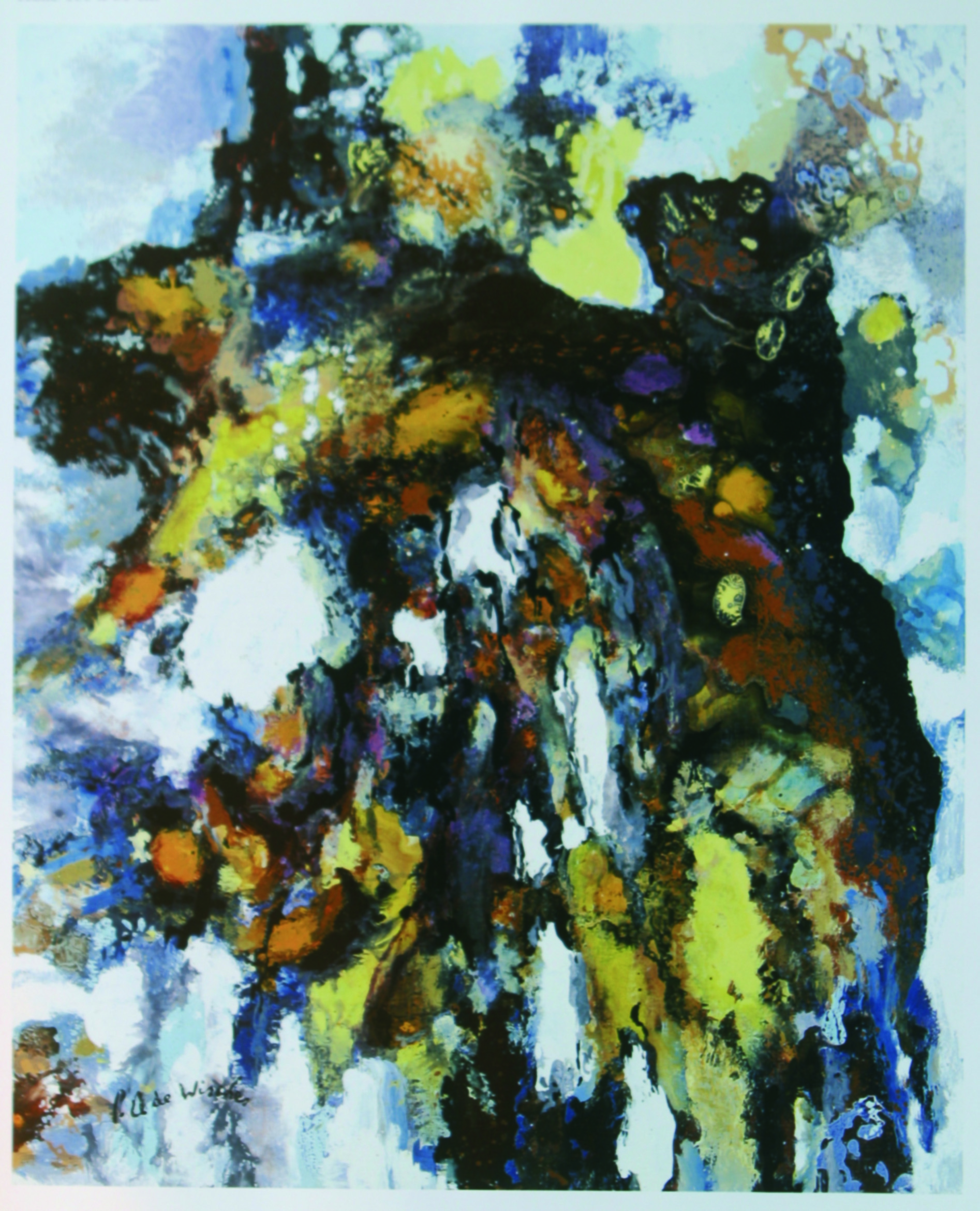
Trinité profane (vers 1988), huile sur toile, 100 × 81 cm, localisation inconnue.
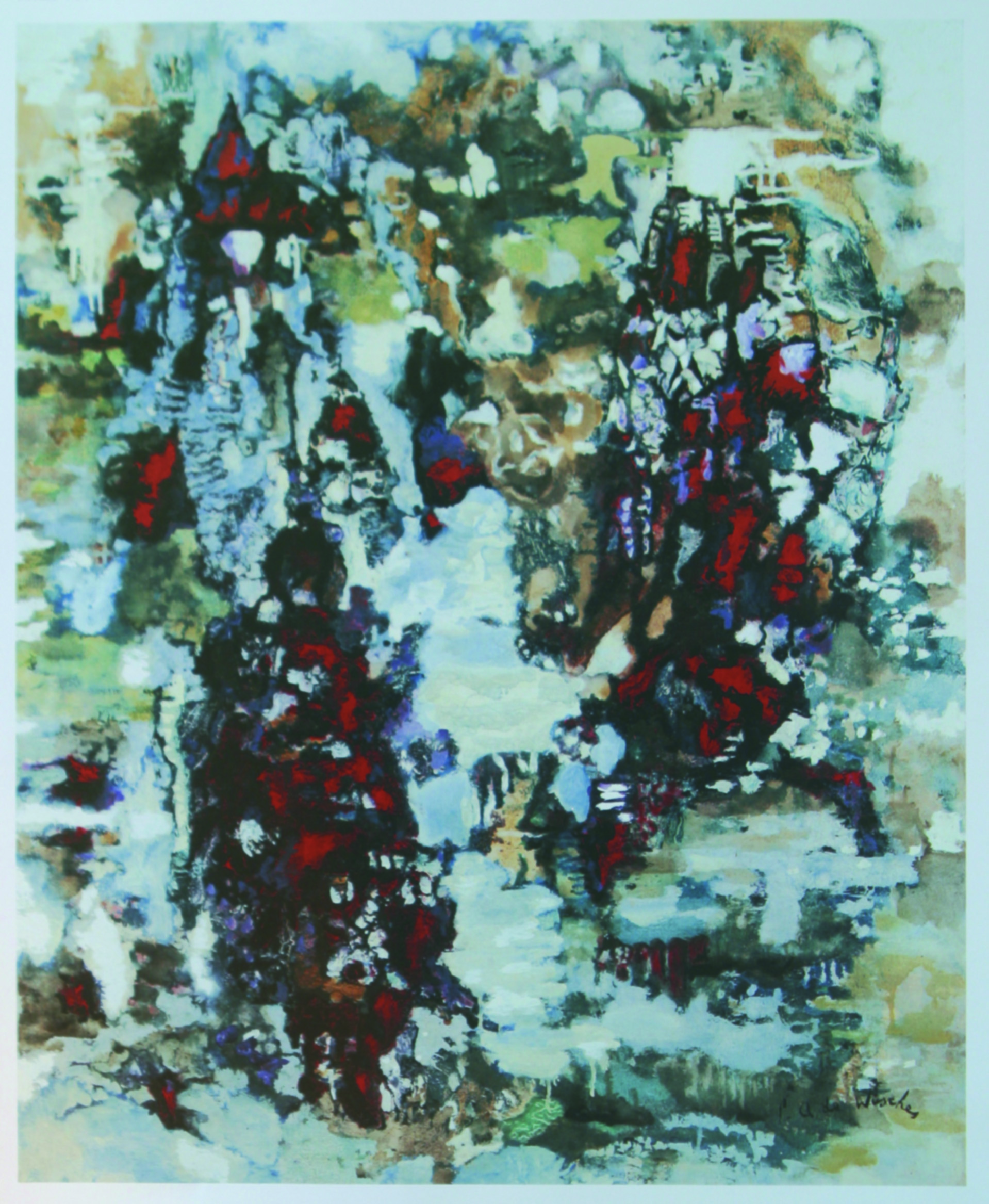
Les Samouraïs contorsionnistes (vers 1985), huile sur toile, 100 × 81 cm, localisation inconnue.

- Niger, localisation inconnue : d'une expressivité intense, fait jaillir du subconscient du peintre une femme noire, drapée de rouge, portant son enfant dans le dos. Elle est entourée d'enfants faméliques et lève son bras gauche vers le ciel dans un appel pathétique à l'humanité.[réf. nécessaire]
- Les Satellites, localisation inconnue : d'une intensité dramatique liée au chromatisme et la présence des têtes de cinq dirigeants politiques qui ont existé et qui gravitent de façon intemporelle dans la consciences collective.[réf. nécessaire]
- Trinité profane, localisation inconnue : expression d'un épisode douloureux de la vie du peintre aux allures chromatiques somptueuses, montre un vieil homme portant dans ses bras son jeune fils et un gros chien debout qui leur manifeste sa fidélité. Les dimensions du subconscient se révèlent intensément dans cette œuvre.[réf. nécessaire]
- Les Samouraïs contorsionnistes, localisation inconnue : associe trois samouraïs du japon féodal dans la pratique d'exercices physiques du Bushido. L'un d'eux, en haut à gauche, en armure et casqué observe les deux autres contorsionnant leurs jambes. Les armures sont laquées de rouge. Le samouraï en bas à gauche, porte quant à lui le chignon traditionnel.[réf. nécessaire]